# القحفة (المزحانة)

تعديل مصدري - تعديل

القحفة محلة تابعة لقرية المزحانة، التابعة لعزلة بني احمد والثلث بمديرية فرع العدين إحدى مديريات محافظة إب في الجمهورية اليمنية، بلغ تعداد سكانها 91 حسب تعداد اليمن لعام 2004.